# 乌鲁埃尼亚斯
乌鲁埃尼亚斯（西班牙語：Urueñas），是西班牙卡斯蒂利亚-莱昂塞戈维亚省的一个市镇。 总面积33平方公里，总人口118人（2004年INE人口普查），人口密度3.6人/平方公里。

## 額外連結
INE網站（页面存档备份，存于）